# Échecs avalanche
 (juin 2022).
Si vous disposez d'ouvrages ou d'articles de référence ou si vous connaissez des sites web de qualité traitant du thème abordé ici, merci de compléter l'article en donnant les références utiles à sa vérifiabilité et en les liant à la section « Notes et références ».
Les échecs avalanche sont une variante du jeu d'échecs conçue par Ralph Betza en 1977.
Les règles sont les mêmes que dans les échecs habituels, excepté les suivantes :
1. Après avoir déplacé une de vos pièces, vous devez déplacer un des pions de votre adversaire une case vers vous. Vous ne pouvez pas utiliser les pions adverses pour capturer et vous ne pouvez pas déplacer les pions adverses de deux cases en avant.
2. Si aucun des pions adverses ne peut être déplacé, le coup est simplement joué.
3. Si un joueur doit déplacer un pion vers la promotion, c'est le propriétaire du pion qui choisit la pièce en laquelle il est changé.
4. Si déplacer un pion adverse met l'autre joueur en échec, alors le joueur remporte la partie immédiatement.
5. Il n'y a pas de prise en passant.